# Lucas Pérez Godoy
Lucas Pérez Godoy (n. Lomas de Zamora, provincia de Buenos Aires, Argentina; 30 de junio de 1993) es un futbolista argentino. Juega de mediocampista en el Club Social y Deportivo Camioneros de la Primera B Nacional de Argentina.

## Trayectoria

### Quilmes
Se desempeña como volante central, y es surgido de las divisiones menores de Quilmes. Debutó con Nelson Vivas por Copa Argentina, y tuvo bastante continuidad. Busca consolidarse en Primera.

## Clubes
| Club              | País      | Año             | PJ | Goles |
| ----------------- | --------- | --------------- | -- | ----- |
| Quilmes           | Argentina | 2013 - 2016     | 61 | 3     |
| Sarmiento         | Argentina | 2016 - 2017     | 10 | 1     |
| Brown de Adrogué  | Argentina | 2017            | 2  | 0     |
| UAI Urquiza       | Argentina | 2018            | 1  | 0     |
| C.A. Mitre        | Argentina | 2018 - 2019     | 17 | 0     |
| Deportivo Morón   | Argentina | 2019 - 2020     | 14 | 1     |
| Gimnasia de Jujuy | Argentina | 2020 - Presente | 0  | 0     |